# Fonds national d’art contemporain
Der Fonds national d’art contemporain (FNAC) ist eine öffentliche Sammlung für zeitgenössische Kunst in Frankreich. Die Stiftung sammelt Kunstwerke, die an Museen und Kultureinrichtungen in Frankreich und im Ausland verliehen werden. Mit weit mehr als 100.000 Werken französischer und internationaler Künstlerinnen und Künstler ist die FNAC die größte Sammlung für zeitgenössische Kunst in Frankreich. Ihre 4500 Quadratmeter großen Räumlichkeiten sind in Paris unter der Esplanade de la Défense situiert. Das Centre national des arts plastiques (CNAP) verwaltet die Sammlung.
Ihren Ursprung hat die FNAC im 1878 gegründeten Bureau des travaux d’art, das 1976 in die Stiftung FNAC umgewandelt wurde. Im Jahr 1981 wurde sie der Délégation aux arts plastiques des französischen Kulturministeriums unterstellt. Sie unterstützt das Kunstschaffen durch den Ankauf von Werken lebender Künstlerinnen und Künstler und sorgt für die Verbreitung der Arbeiten. Jedes Jahr werden in etwa 2000 Werke für temporäre Ausstellungen in Frankreich und im Ausland ausgeliehen, darunter thematische Ausstellungen, Gruppenausstellungen, Einzelausstellungen und Retrospektiven.